# North Little Rock
North Little Rock är en stad i Pulaski County i delstaten Arkansas, USA med 59 400 invånare (2005).